# Прогрес МС-05
Прогрес МС-05 (№ 435, за класифікацією НАСА Progress 66 або 66P) — космічний транспортний вантажний корабель серії Прогрес, який запущений 22 лютого 2017 року в 8 годин 58 хвилин з космодрому Байконур держкорпорацією Роскосмос за допомогою ракети-носія «Союз-У» для доставки вантажів до Міжнародної космічної станції (МКС).

## Запуск
Космічна вантажівка «Прогрес МС-05» запущена 22 лютого 2017 року в 8 годин 58 хвилин з космодрому Байконур за допомогою ракети-носія Союз-У. Це останній в історії пуск ракети-носія модифікації «Союз-У». На головний обтічник ракети-носія був наклеєний логотип до 110-річчя з дня народження С. П. Корольова.

## Стикування
Стикування до МКС проведено в 11:30 мск, до надирного стикувального вузла модуля Пірс 24 лютого 2017 року.

## Вантаж
Космічний вантажний корабель «Прогрес МС-05» доставив на МКС 2450 кг вантажу і обладнання, в тому числі посилки екіпажу, їжу, 705 кг палива, 50 кг кисню і повітря, 420 кг води, скафандр «Орлан-МКС», обладнання для наукових експериментів, засоби медичного забезпечення.

## Відстиковка
20 липня корабель «Прогрес МС-05» відстикувався від МКС та за декілька годин згорів у щільних шарах атмосфери над Тихим океаном.